# Mason S. Peters

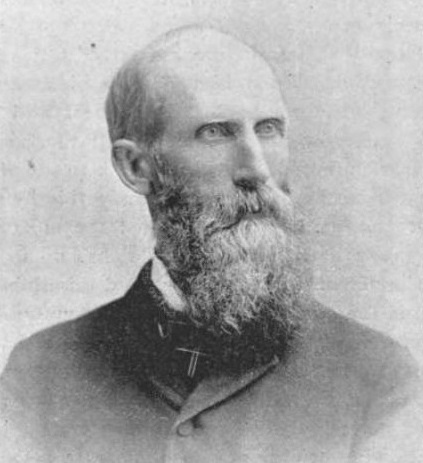
Mason S. Peters

Mason Summers Peters (* 3. September 1844 bei Kearney, Clay County, Missouri; † 14. Februar 1914 in Kansas City, Missouri) war ein US-amerikanischer Politiker. Zwischen 1897 und 1899 vertrat er den zweiten Wahlbezirk des Bundesstaates Kansas im US-Repräsentantenhaus.

## Werdegang
Mason Peters besuchte das William Jewell College in Liberty (Missouri) und arbeitete anschließend zwischen 1870 und 1874 im Clay County als Lehrer. Von 1870 bis 1874 war er Verwaltungsangestellter am Bezirksgericht im Clinton County. Nach einem Jurastudium und seiner im Jahr 1875 erfolgten Zulassung als Rechtsanwalt  begann Peters in Plattsburg in seinem neuen Beruf zu arbeiten.
Im Jahr 1886 zog er in das Wyandotte County in Kansas. Dort gründete er im Jahr 1895 die Union Live Stock Commission, eine Viehzüchtervereinigung.  Politisch war er Mitglied der kurzlebigen Populist Party. Bei den Kongresswahlen des Jahres 1896 wurde Peters als deren Kandidat im zweiten Distrikt von Kansas in das US-Repräsentantenhaus in Washington, D.C. gewählt. Dort trat er am 4. März 1897 die Nachfolge von Orrin L. Miller an. Da er aber 1898 nicht bestätigt wurde, konnte er bis zum 3. März 1899 nur eine Legislaturperiode im Kongress absolvieren.
Nach dem Ende seiner Zeit im US-Repräsentantenhaus zog sich Mason Peters wieder aus der Politik zurück. Er widmete sich seinen privaten und geschäftlichen Angelegenheiten und verstarb im Jahr 1914 in Kansas City.